# Joan Fluviá Poyatos
Joan Fluviá Poyatos, nació en Tordera, Provincia de Barcelona el 20 de mayo de 1982. Es un maestro internacional de ajedrez español. Su hermano es el maestro internacional Jordi Fluviá Poyatos.

## Resultados destacados en competición
Fue una vez subcampeón de Cataluña de ajedrez, en el año 2010.
En 1996 fue subcampeón del mundo sub-14 de ajedrez activo.
Comenzó a destacar en los campeonatos por edades, ha sido campeón de España en los campeonatos sub-12 del año 1994, sub-18 del año 1999, y subcampeón en el 2001.
Ganó en los años 1998, 1999, 2001 y 2002, el campeonato de Cataluña juvenil y resultó subcampeón en el año 2000.
Obtiene el título de Maestro Internacional (MI) en el 2002.
Ganó también otros campeonatos a nivel provincia de Gerona, en los años 2003 y 2004, campeón provincial, y en el año 2002, subcampeón.
Fue campeón del Abierto Internacional ciudad de Bañolas en el año 2003, y campeón del Abierto Costa Brava en el año 2008.